# Seine-Port
Seine-Port est une commune française située dans le département de Seine-et-Marne en région Île-de-France.

## Géographie

### Localisation
La commune est située à environ 11,1 kilomètres à l’ouest  de Melun.

### Géologie et relief
La commune est classée en zone de sismicité 1, correspondant à une sismicité très faible. L'altitude varie de 37 mètres à 85 mètres pour le point le plus haut, le centre de la ville se situant à environ 49 mètres d'altitude (mairie).
À Seine-Port se trouve le point le plus bas du département de Seine-et-Marne avec 35 mètres d'altitude (au niveau de la Seine).

### Hydrographie

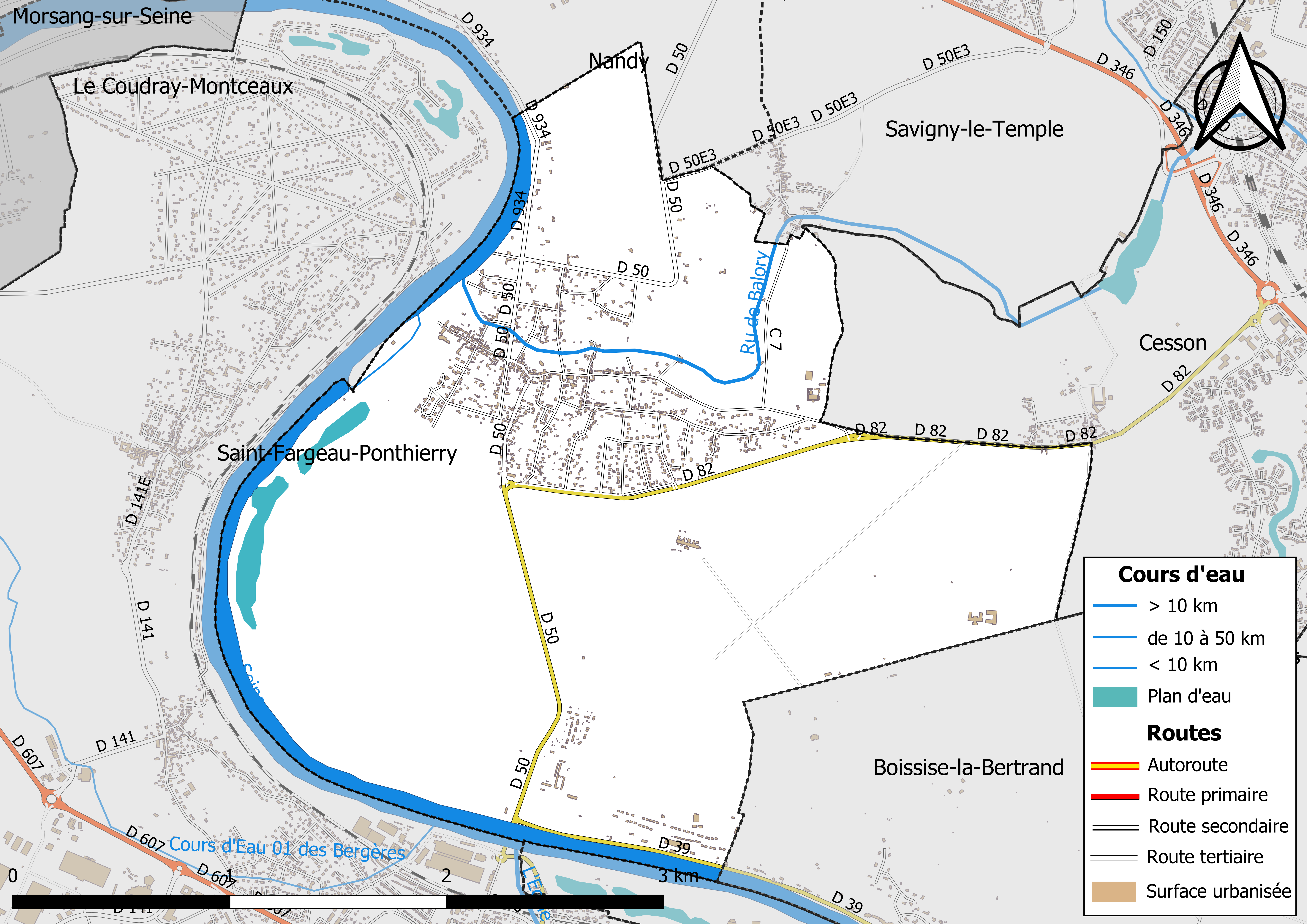
Carte des réseaux hydrographique et routier de Seine-Port.

Le réseau hydrographique de la commune se compose de quatre cours d'eau référencés :
- la Seine, fleuve long de 774,76 km[3], ainsi que :
  - un bras de 0,70 km[4] ;
  - le ru de Balory, long de 12,19 km[5], et ;
  - le cours d'eau 01 des Bergères, 4,11 km[6], affluents de la Seine.

La longueur totale des cours d'eau sur la commune est de 4,87 km.
Le point de confluence de la rivière École donné par Sandre (2.5484 – 48.5374 : Seine-Port) est contestable, celui-ci étant au milieu de la Seine, limite administrative entre Saint-Fargeau-Ponthierry et Seine-Port.
Le point terrestre où l’École rejoint la Seine est sur la commune de Saint-Fargeau-Ponthierry.

### Climat
Pour des articles plus généraux, voir Climat de l'Île-de-France et Climat de Seine-et-Marne.
En 2010, le climat de la commune est de type climat océanique dégradé des plaines du Centre et du Nord, selon une étude du CNRS s'appuyant sur une série de données couvrant la période 1971-2000. En 2020, Météo-France publie une typologie des climats de la France métropolitaine dans laquelle la commune est exposée à un climat océanique altéré et est dans la région climatique Sud-ouest du bassin Parisien, caractérisée par une faible pluviométrie, notamment au printemps (120 à 150 mm) et un hiver froid (3,5 °C).
Pour la période 1971-2000, la température annuelle moyenne est de 11,3 °C, avec une amplitude thermique annuelle de 15,5 °C. Le cumul annuel moyen de précipitations est de 677 mm, avec 10,9 jours de précipitations en janvier et 8 jours en juillet. Pour la période 1991-2020, la température moyenne annuelle observée sur la station météorologique installée sur la commune est de 11,3 °C et le cumul annuel moyen de précipitations est de 673,1 mm,. Pour l'avenir, les paramètres climatiques de la commune estimés pour 2050 selon différents scénarios d'émission de gaz à effet de serre sont consultables sur un site dédié publié par Météo-France en novembre 2022.
| Mois                                  | jan.           | fév.             | mars          | avril           | mai             | juin          | jui.            | août           | sep.            | oct.            | nov.           | déc.             | année     |
| ------------------------------------- | -------------- | ---------------- | ------------- | --------------- | --------------- | ------------- | --------------- | -------------- | --------------- | --------------- | -------------- | ---------------- | --------- |
| Température minimale moyenne (°C)     | 1              | 0,5              | 2,5           | 4,5             | 8,2             | 11            | 13,1            | 12,7           | 9,5             | 7               | 3,7            | 1,3              | 6,3       |
| Température moyenne (°C)              | 4              | 4,5              | 7,6           | 10,5            | 14,3            | 17,3          | 19,5            | 19,3           | 15,6            | 11,8            | 7,2            | 4,2              | 11,3      |
| Température maximale moyenne (°C)     | 7              | 8,5              | 12,8          | 16,4            | 20,3            | 23,6          | 25,9            | 25,8           | 21,6            | 16,5            | 10,7           | 7,1              | 16,4      |
| Record de froid (°C) date du record   | −20 17.01.1985 | −17,3 14.02.1956 | −12 01.03.05  | −7 04.04.1973   | −2 08.05.1997   | 1 04.06.01    | 3,4 08.07.1954  | 1,9 28.08.1974 | −1,7 17.09.1971 | −5,5 29.10.1997 | −11 24.11.1998 | −15,1 29.12.1964 | −20 1985  |
| Record de chaleur (°C) date du record | 17 13.01.1998  | 21,5 24.02.1990  | 27 25.03.1955 | 30,2 29.04.1955 | 33,6 28.05.1954 | 37,5 27.06.11 | 40,4 01.07.1952 | 40,5 12.08.03  | 34,2 16.09.1961 | 30,5 01.10.1985 | 23 01.11.14    | 18 04.12.1953    | 40,5 2003 |
| Précipitations (mm)                   | 52,3           | 46,9             | 48,4          | 50,9            | 63,7            | 60,1          | 54,6            | 53,4           | 52,3            | 60,9            | 60,3           | 69,3             | 673,1     |

### Milieux naturels et biodiversité

#### Espaces protégés
La protection réglementaire est le mode d’intervention le plus fort pour préserver des espaces naturels remarquables et leur biodiversité associée,.
Un  espace protégé est présent sur la commune : 
la réserve naturelle régionale des « Bruyères de Sainte-Assise », d'une superficie de 89 ha, classée en 2009, principalement du fait de ses intérêts floristiques et entomologiques,.

#### Zones naturelles d'intérêt écologique, faunistique et floristique
L’inventaire des zones naturelles d'intérêt écologique, faunistique et floristique (ZNIEFF) a pour objectif de réaliser une couverture des zones les plus intéressantes sur le plan écologique, essentiellement dans la perspective d’améliorer la connaissance du patrimoine naturel national et de fournir aux différents décideurs un outil d’aide à la prise en compte de l’environnement dans l’aménagement du territoire.
Le territoire communal de Seine-Port comprend trois ZNIEFF de type 1,, : 
- le « Coteau de Seine à Nandy et Morsang » (98,99 ha), couvrant 3 communes dont 2 en Seine-et-Marne (Nandy et Seine-Port) et 1 dans l'Essonne (Morsang-sur-Seine)[18] ;
- les « Landes de Ste-Assise et bois de Boissise-la-Bertrand » (833,78 ha), couvrant 5 communes du département[19],
- les « Sablières, Friches et Pelouses de l'Ormeteau » (68,21 ha)[20] ;

et une ZNIEFF de type 2,, 
les « Bois et landes entre Seine-Port et Melun » (1 343,88 ha), couvrant 6 communes du département.

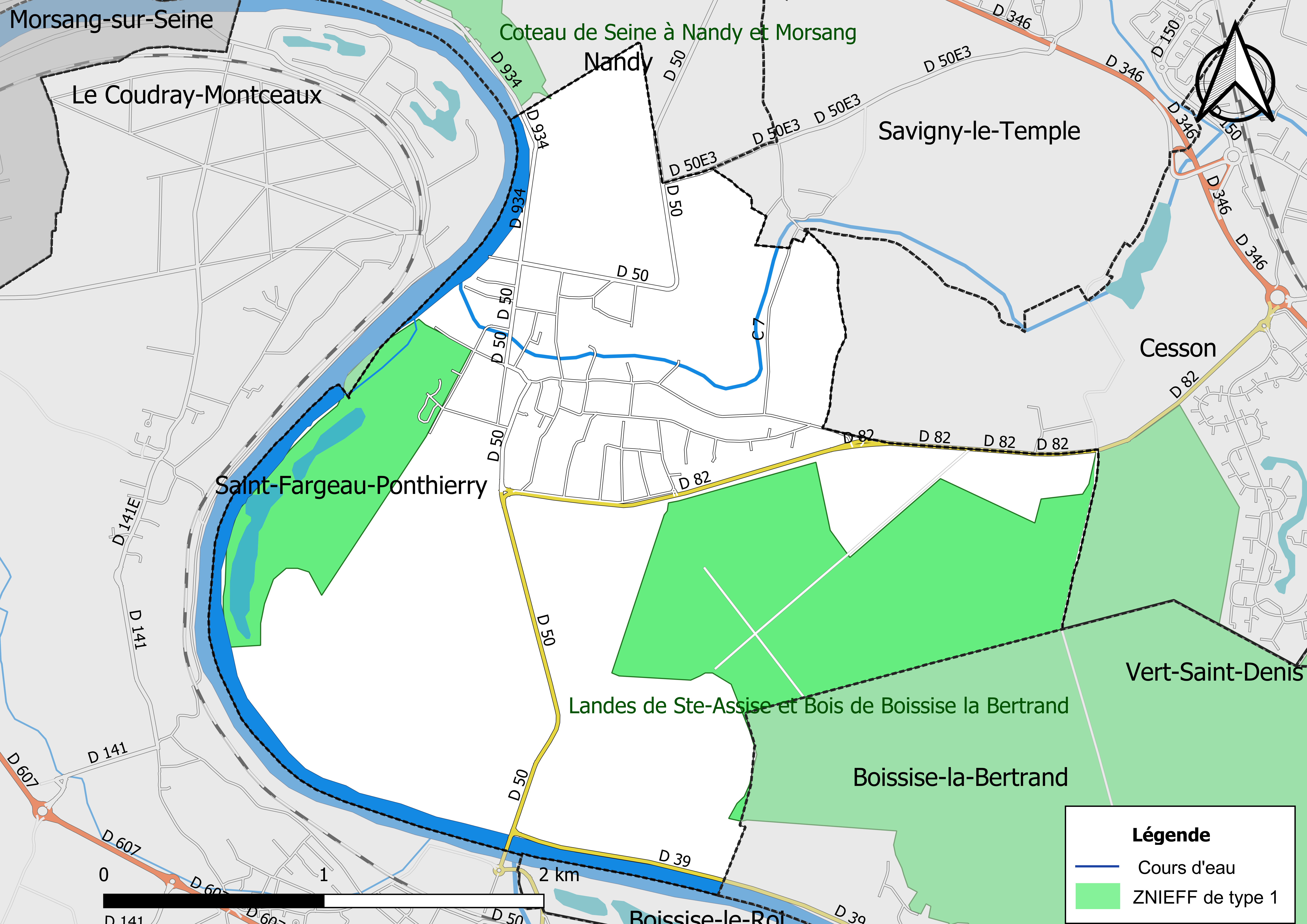
Carte des ZNIEFF de type 1 de la commune.
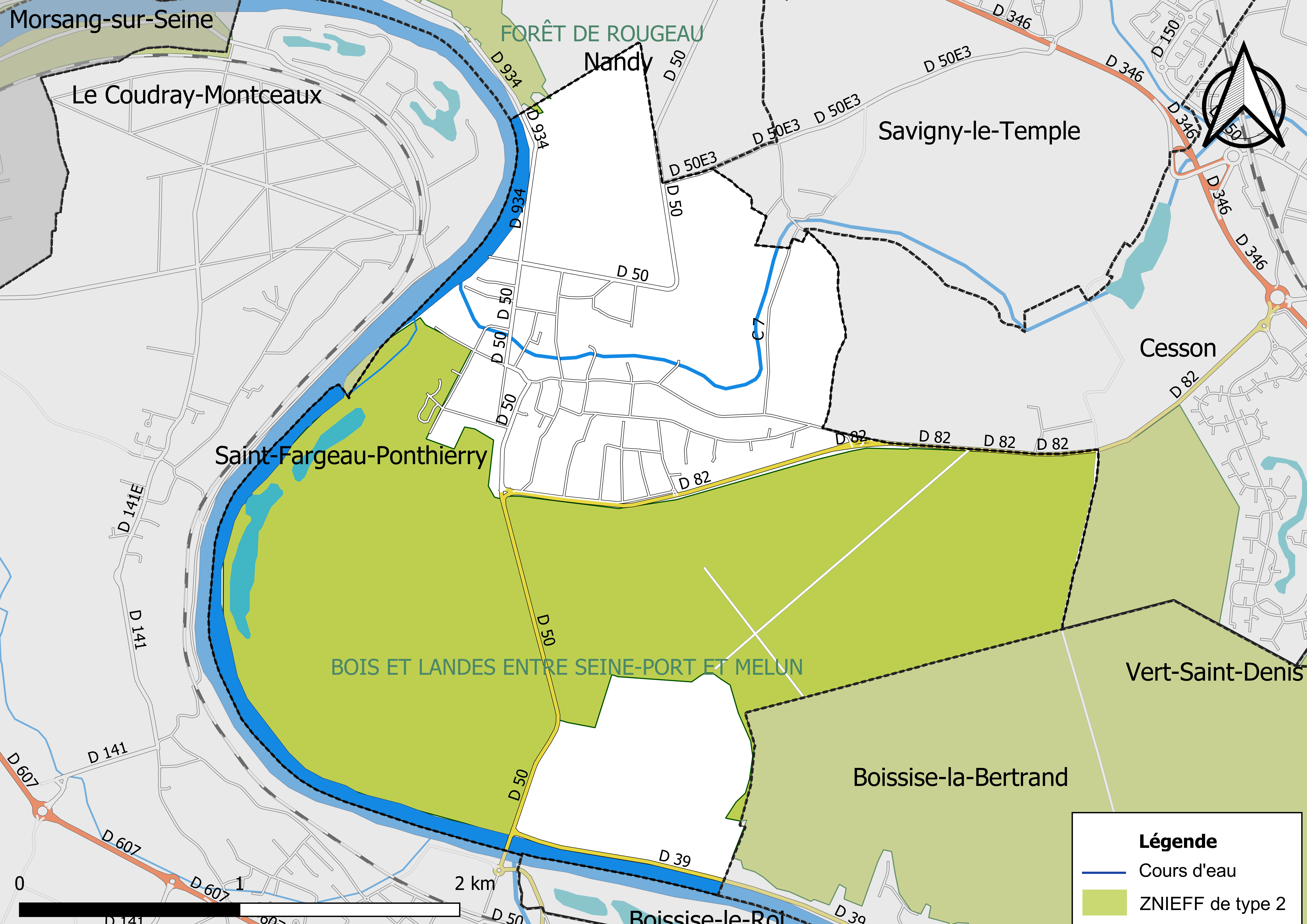
Carte des ZNIEFF de type 2 de la commune.

## Urbanisme

### Typologie
Au 1er janvier 2024, Seine-Port est catégorisée ceinture urbaine, selon la nouvelle grille communale de densité à sept niveaux définie par l'Insee en 2022.
Elle est située hors unité urbaine. Par ailleurs la commune fait partie de l'aire d'attraction de Paris, dont elle est une commune de la couronne,. Cette aire regroupe 1 929 communes,.

### Lieux-dits et écarts
La commune compte 34 lieux-dits administratifs répertoriés consultables ici (source : le fichier Fantoir).

### Occupation des sols
L'occupation des sols de la commune, telle qu'elle ressort de la base de données européenne d’occupation biophysique des sols Corine Land Cover (CLC), est marquée par l'importance des forêts et milieux semi-naturels (70,8 % en 2018), une proportion sensiblement équivalente à celle de 1990 (71,2 %). La répartition détaillée en 2018 est la suivante : 
forêts (64,5%), zones urbanisées (14,5%), eaux continentales (6,4%), milieux à végétation arbustive et/ou herbacée (6,3%), espaces verts artificialisés, non agricoles (6%), zones industrielles ou commerciales et réseaux de communication (1,4%), zones agricoles hétérogènes (0,7%), terres arables (0,2 %).
Parallèlement, L'Institut Paris Région, agence d'urbanisme de la région Île-de-France, a mis en place un inventaire numérique de l'occupation du sol de l'Île-de-France, dénommé le MOS (Mode d'occupation du sol), actualisé régulièrement depuis sa première édition en 1982. Réalisé à partir de photos aériennes, le Mos distingue les espaces naturels, agricoles et forestiers mais aussi les espaces urbains (habitat, infrastructures, équipements, activités économiques, etc.) selon une classification pouvant aller jusqu'à 81 postes, différente de celle de Corine Land Cover,,. L'Institut met également à disposition des outils permettant de visualiser par photo aérienne l'évolution de l'occupation des sols de la commune entre 1949 et 2018.

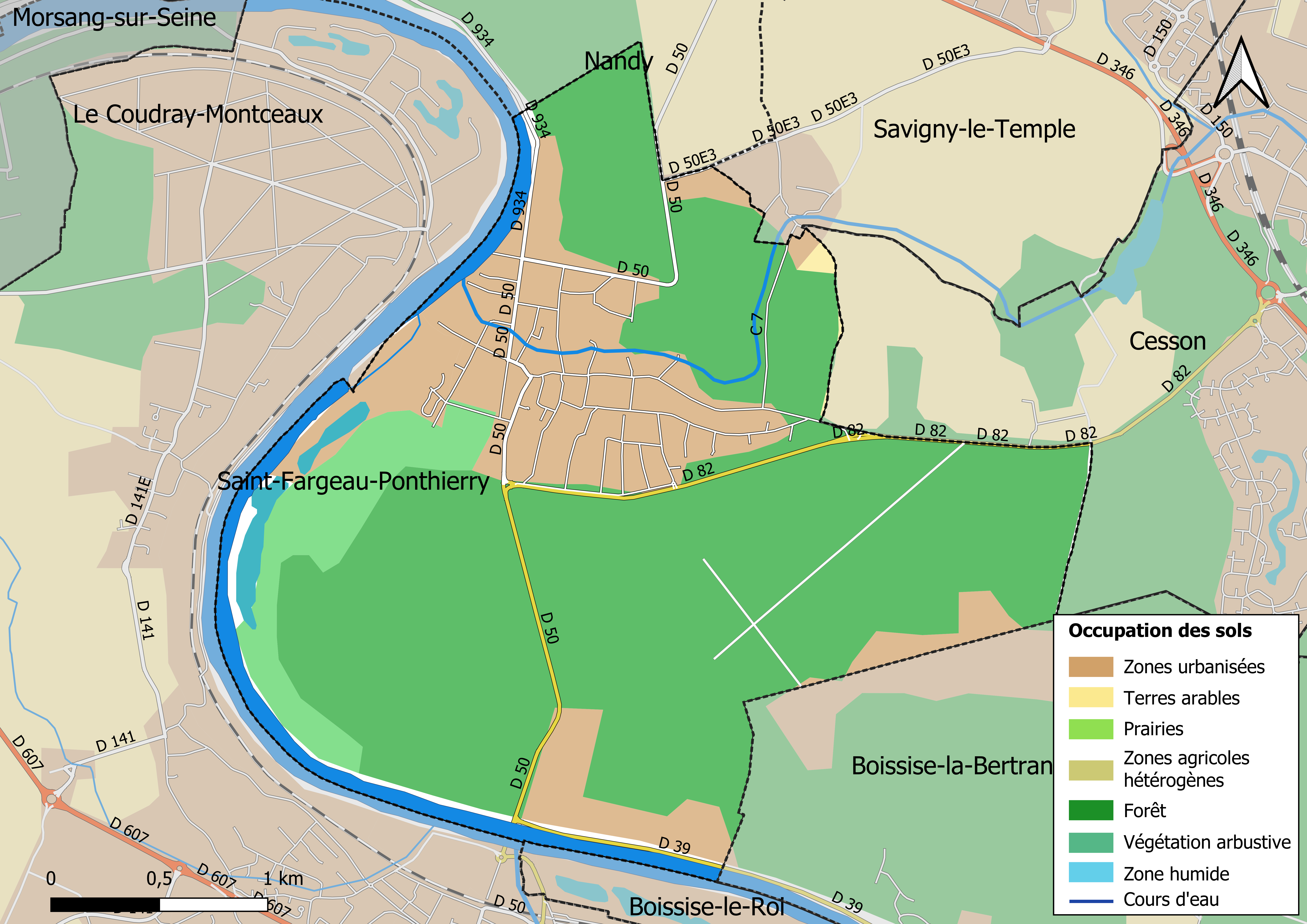
Carte des infrastructures et de l'occupation des sols en 2018 (CLC) de la commune.
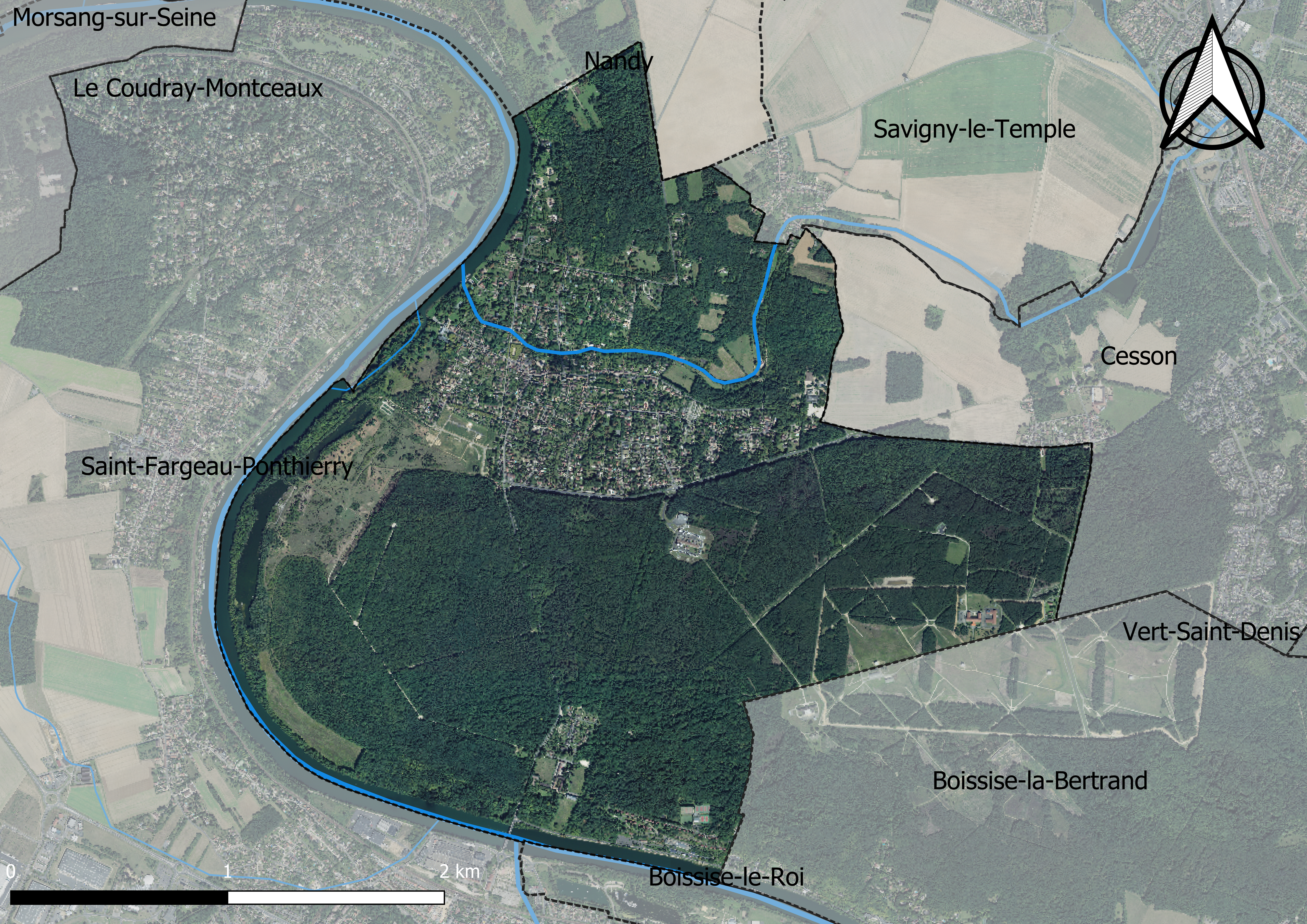
Carte orhophotogrammétrique de la commune.

### Planification
La loi SRU du 13 décembre 2000 a incité les communes à se regrouper au sein d’un établissement public, pour déterminer les partis d’aménagement de l’espace au sein d’un SCoT, un document d’orientation stratégique des politiques publiques à une grande échelle et à un horizon de 20 ans et s'imposant aux documents d'urbanisme locaux, les PLU (Plan local d'urbanisme). La commune est dans le territoire du SCOT Région melunaise, dont l'élaboration a été engagée de 2013 à 2015, puis poursuivie à partir de 2017 sur un périmètre différent et porté par la communauté d'agglomération Melun Val de Seine.
La commune, en 2019, avait engagé l'élaboration d'un plan local d'urbanisme. Un plan local d'urbanisme intercommunal couvrant le territoire de la communauté de communes de la Bassée - Montois était en élaboration,.

### Logement
En 2017, le nombre total de logements dans la commune était de 839 dont 84,6 % de maisons et 14,8 % d'appartements.
Parmi ces logements, 88 % étaient des résidences principales, 7,2 % des résidences secondaires et 4,8 % des logements vacants.
La part des ménages fiscaux propriétaires de leur résidence principale s'élevait à 80,6 % contre 16,5 % de locataires dont, 1 % de logements HLM loués vides (logements sociaux) et, 2,9 % logés gratuitement.

### Voies de communication et transports

#### Transports
La commune est desservie par les lignes 3630, 3652 et 3653 du réseau de bus Grand Melun.

## Toponymie
Le nom de la localité est mentionné sous les formes Locus de Sacro Portu en 1147 ; Abbatia de Sacro Portu en 1156 ; Portus Sequane en 1156 ; Domus de Secaneportu en 1164 ; Ecclesia Sancti Portus en 1183 ; Sacer Portus en 1216 ; Saint Port en 1406 ; Saint Port sur Seine en 1452 ; Saint Port en 1758 ; Seine Port en l'an II (1793).
« Locus de Sacro Portu », en 1147, était l'endroit, le logis ou le domaine de Saint Port.

## Histoire
Au XIIe siècle, dans le bois de Beaulieu, plusieurs ermites adoptent la règle cistercienne et fondent l'abbaye de Saint-Port en bénéficiant des largesses de Louis VII, protecteur de l’abbaye. À la tête d’un grand domaine, les moines font venir des familles qu’ils installent près de leur moulin.
Le village de Saint-Port est né. En 1156, la première pierre de l’église Saint-Sulpice est bénite.
Saint-Port se compose d’une seule rue qui suit le cours du ruisseau en venant de la Seine pour remonter jusqu’au plateau où le blé est cultivé. À mi-parcours une ferme fortifiée est habitée par le seigneur.
Au début du XVIIe siècle, Louis Lefèvre de Caumartin, un proche d’Henri IV, obtient l’érection de la seigneurie en baronnie. Le nouveau baron achète l’abbaye, la fait détruire et remplacer par un château, le château de Saint Assise.
Plusieurs familles se succèdent et embellissent la demeure, particulièrement les Glucq, et notamment Jean-Baptiste Glucq, mécène, qui y reçoit les artistes de l'époque. Son neveu Jean-Baptiste de Monthulé vend la baronnie en 1773 au duc d’Orléans qui l’offre en cadeau de mariage à son épouse morganatique, Madame de Montesson. Généreuse, et imprégnée des idées du siècle des lumières, la baronne fait percer quatre rues et installer deux places. Elle donne des terrains aux gens de sa maison et les incite à construire en leur imposant des normes architecturales. Une vingtaine de maisons sortent de terre. En 1786, la mort du duc interrompt tous ces travaux.
Pendant la Révolution française, Saint-Port reste calme. L’ambassadeur des États-Unis en France, Gouverneur Morris, vient s'y réfugier pendant deux ans. Après cette période, le nom du village se transforme en Seine-Port et la seigneurie de Croix-Fontaine avec les châteaux de Croix-Fontaine et du pavillon Bouret lui sont rattachés. Il ne retrouvera jamais le nom de Saint-Port.
Au XIXe siècle, la situation privilégiée du village attire des artistes, des écrivains et des musiciens, et des hommes politiques qui viennent y passer l’été. François-Joseph Bosio, Virginie Déjazet, Hippolyte de Villemessant, Ernest Legouvé, René Viviani et sa femme y achètent des maisons vacantes et y reçoivent le tout-Paris dans leurs propriétés, qui pour certaines appartiennent encore à leurs descendants.
En 1944, les troupes du général Patton traversent la Seine à Seine-Port pour libérer Paris de l’occupation allemande.

## Politique et administration

### Rattachements administratifs et électoraux
La commune se trouve dans l'arrondissement de Melun du département de Seine-et-Marne. Pour l'élection des députés, elle fait partie de la première circonscription de Seine-et-Marne.
Elle faisait partie depuis 1801 du canton de Melun-Nord. Celui-ci est scindé en 1975 et la commune intègre le canton de Savigny-le-Temple. Dans le cadre du redécoupage cantonal de 2014 en France, elle fait désormais partie du canton de Saint-Fargeau-Ponthierry.

### Intercommunalité
La commune est membre depuis 2002 de la Communauté d'agglomération Melun Val de Seine (CAMVS).

### Liste des maires
| Période                                  | Période                   | Identité            | Étiquette | Qualité |
| ---------------------------------------- | ------------------------- | ------------------- | --------- | --- |
| Les données manquantes sont à compléter. |                           |                     |           | |
| mars 1989                                | 1992                      | Jean Reviron        |           | Militaire en retraite |
| avril 1992                               | 2001                      | Christian Quenardel |           | |
| mars 2001                                | 2008                      | Bernard Parisot     |           | Physicien à la retraite |
| mars 2008                                | En cours (au 31 mai 2020) | Vincent Paul-Petit  | UMP → LR  | Chef d'entreprises Vice-président de la CAMVS ( 2008 → 2020 ) Conseiller départemental depuis 2021 Réélu pour le mandat 2020-2026, |

## Équipements et services

### Eau et assainissement
L’organisation de la distribution de l’eau potable, de la collecte et du traitement des eaux usées et pluviales relève des communes. La loi NOTRe de 2015 a accru le rôle des EPCI à fiscalité propre en leur transférant cette compétence. Ce transfert devait en principe être effectif au 1er janvier 2020, mais la loi Ferrand-Fesneau du 3 août 2018 a introduit la possibilité d’un report de ce transfert au 1er janvier 2026,.

#### Assainissement des eaux usées
En 2020, la gestion du service d'assainissement collectif de la commune de Seine-Port est assurée par la communauté d'agglomération Melun Val de Seine (CAMVS) pour la collecte, le transport et la dépollution. Ce service est géré en délégation par une entreprise privée, dont le contrat arrive à échéance le 31 janvier 2020,,.
L’assainissement non collectif (ANC) désigne les installations individuelles de traitement des eaux domestiques qui ne sont pas desservies par un réseau public de collecte des eaux usées et qui doivent en conséquence traiter elles-mêmes leurs eaux usées avant de les rejeter dans le milieu naturel. La communauté d'agglomération Melun Val de Seine (CAMVS) assure pour le compte de la commune le service public d'assainissement non collectif (SPANC), qui a pour mission de vérifier la bonne exécution des travaux de réalisation et de réhabilitation, ainsi que le bon fonctionnement et l’entretien des installations,.

#### Eau potable
En 2020, la gestion de l'alimentation en eau potable est déléguée à une entreprise privée,,.

## Population et société
Certains considèrent que la commune se trouve dans un « triangle d'or »  avec Barbizon et Milly-la-Forêt, et notent que « les paisibles bords de Seine ont leur prix, celui de l’homogénéité sociale », malgré 15 logements sociaux construits en 2013 et 6 auparavant. Il n'y a ni gare ni infrastructure pour enfants (hors écoles). Compte tenu de l'insuffisance de son parc de logements sociaux, la commune paye en 2016 une pénalité de 40 000 €.

### Démographie
L'évolution du nombre d'habitants est connue à travers les recensements de la population effectués dans la commune depuis 1793. Pour les communes de moins de 10 000 habitants, une enquête de recensement portant sur toute la population est réalisée tous les cinq ans, les populations de référence des années intermédiaires étant quant à elles estimées par interpolation ou extrapolation. Pour la commune, le premier recensement exhaustif entrant dans le cadre du nouveau dispositif a été réalisé en 2005.

En 2022, la commune comptait 1 824 habitants, en évolution de −3,59 % par rapport à 2016 (Seine-et-Marne : +3,92 %, France hors Mayotte : +2,11 %).
| 1793 | 1800 | 1806 | 1821 | 1831 | 1836 | 1841 | 1846 | 1851 |
| ---- | ---- | ---- | ---- | ---- | ---- | ---- | ---- | ---- |
| 570  | 665  | 657  | 567  | 682  | 687  | 704  | 748  | 762  |

| 1856 | 1861 | 1866 | 1872 | 1876 | 1881 | 1886 | 1891 | 1896 |
| ---- | ---- | ---- | ---- | ---- | ---- | ---- | ---- | ---- |
| 786  | 798  | 768  | 723  | 743  | 743  | 740  | 749  | 719  |

| 1901 | 1906 | 1911 | 1921 | 1926 | 1931 | 1936 | 1946 | 1954 |
| ---- | ---- | ---- | ---- | ---- | ---- | ---- | ---- | ---- |
| 686  | 717  | 690  | 671  | 822  | 853  | 737  | 724  | 767  |

| 1962  | 1968  | 1975  | 1982  | 1990  | 1999  | 2005  | 2006  | 2010  |
| ----- | ----- | ----- | ----- | ----- | ----- | ----- | ----- | ----- |
| 1 047 | 1 110 | 1 131 | 1 129 | 1 685 | 1 754 | 1 883 | 1 902 | 1 962 |

| 2015  | 2020  | 2022  | - | - | - | - | - | - |
| ----- | ----- | ----- | - | - | - | - | - | - |
| 1 898 | 1 835 | 1 824 | - | - | - | - | - | - |

## Économie

### Revenus de la population et fiscalité
En 2017, le nombre de ménages fiscaux de la commune était de 729, représentant 1867 personnes et la  médiane du revenu disponible par unité de consommation  de 31 200 euros.

### Emploi
En 2017, le nombre total d’emplois dans la zone était de 401, occupant 917 actifs  résidants.
Le taux d'activité de la population (actifs ayant un emploi) âgée de 15 à 64 ans s'élevait à 70,7 % contre un taux de chômage de 5,5 %.
Les 23,8 % d’inactifs se répartissent de la façon suivante : 11,3 % d’étudiants et stagiaires non rémunérés, 8,5 % de retraités ou préretraités et 4 % pour les autres inactifs.

### Entreprises et commerces
En 2018, le nombre d'établissements actifs était de 18 dont  1 dans la construction, 2 dans le commerce de gros et de détail, transports, hébergement et restauration, 3 dans l’information et communication, 1 dans les activités financières et d'assurance, 1 dans les activités immobilières, 6 dans les activités spécialisées, scientifiques et techniques et activités de services administratifs et de soutien, 1 dans l’administration publique, enseignement, santé humaine et action sociale et 3  étaient relatifs aux autres activités de services.
En 2019,  18 entreprises ont été créées sur le territoire de la commune, dont 12 individuelles.
Au 1er janvier 2020, la commune ne disposait pas d’hôtel et de terrain de camping.

### Agriculture
Seine-Port est dans la petite région agricole dénommée le « Pays de Bière et Forêt de Fontainebleau », couvrant le Pays de Bière et la forêt de Fontainebleau. En 2010, aucune orientation technico-économique de l'agriculture ne se dégage sur la commune.
Si la productivité agricole de la Seine-et-Marne se situe dans le peloton de tête des départements français, le département enregistre un double phénomène de disparition des terres cultivables (près de 2 000 ha par an dans les années 1980, moins dans les années 2000) et de réduction d'environ 30 % du nombre d'agriculteurs dans les années 2010. Cette tendance se retrouve au niveau de la commune où le nombre d’exploitations est passé de 1 en 1988 à 0 en 2010.
Le tableau ci-dessous présente les principales caractéristiques des exploitations agricoles de Seine-Port, observées sur une période de 22 ans : 
|                                      | 1988 | 2000 | 2010 |
| ------------------------------------ | ---- | ---- | ---- |
| Dimension économique,                |      |      |      |
| Nombre d’exploitations (u)           | 1    | 0    | 0    |
| Travail (UTA)                        | 0    | 0    | 0    |
| Surface agricole utilisée (ha)       | 23   | 0    | 0    |
| Cultures                             |      |      |      |
| Terres labourables (ha)              | s    | 0    | 0    |
| Céréales (ha)                        | s    |      |      |
| dont blé tendre (ha)                 | s    |      |      |
| dont maïs-grain et maïs-semence (ha) | s    |      |      |
| Tournesol (ha)                       | 0    |      |      |
| Colza et navette (ha)                | 0    |      |      |
| Élevage                              |      |      |      |
| Cheptel (UGBTA)                      | 0    | 0    |      |

## Culture locale et patrimoine

### Lieux et monuments

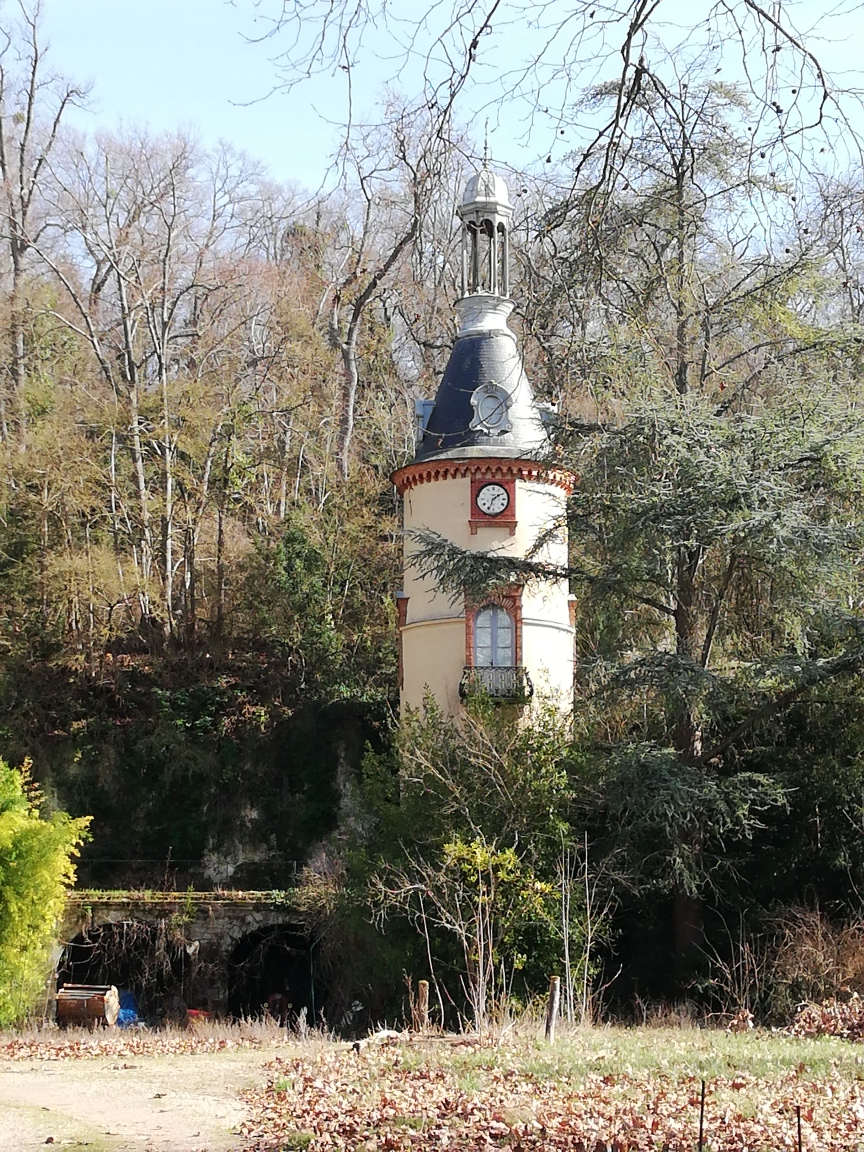
La tour du XVIII de l'orangerie de Croix-Fontaine

- Château de Sainte-Assise : le duc d'Orléans Louis-Philippe le Gros (1725-1785), père du futur Philippe-Égalité, s'y retira après son mariage morganatique avec Madame de Montesson en 1773. Le château a ensuite été transformé en centre de transmissions radio-électriques après la Première Guerre mondiale.
- Au centre radio-électrique de Sainte-Assise, à la limite avec Boissise-la-Bertrand, se trouve un groupe de pylônes atteignant 255 m de haut, servant entre autres à la transmission d'informations à destination des sous-marins français. Une partie du site correspond à la réserve naturelle régionale des bruyères de Sainte-Assise.
- Le pavillon Bouret construit au XVIIIe siècle pour Étienne-Michel Bouret.
- L'orangerie de Croix-Fontaine avec sa tour du XVIIIe siècle.
- Hôtel de ville de Seine-Port, édifié au XIXe siècle et n'accueillant plus qu'une partie des services de la mairie (les services administratifs étant à La Baronnie).

#### Lieux et monuments disparus
- Le barrage et l'écluse de la Citanguette, construits en 1863[74] et supprimés en 1966[75], étant devenus inutiles après la reconstruction et l’exhaussement du barrage du Coudray.

### Personnalités liées à la commune

#### Nés à Seine-Port
- Jean-Benoît-Vincent Barré (1732-1824), architecte, qui a notamment construit le château du Marais, y possédait une maison ;
- Thérèse Bentzon (1840-1907), journaliste, essayiste et romancière, membre du jury du prix Vie Heureuse ;
- Jeanne Monique Szubert dite Véronique Zuber (1936-2024), Miss Paris 1954 et Miss France 1955, épouse de Ted Lapidus ;
- Francis Hallé (né en 1938), botaniste, spécialiste de l'écologie des forêts tropicales humides, a notamment dirigé les missions scientifiques du Radeau des cimes sur les canopées des forêts tropicales.

#### Mort à Seine-Port
- Louis-Philippe d'Orléans (1725-1785), premier prince du sang,  mort au château de Sainte-Assise.

#### Ayant habité à Seine-Port
- Madame de Montesson (1738-1806) ;

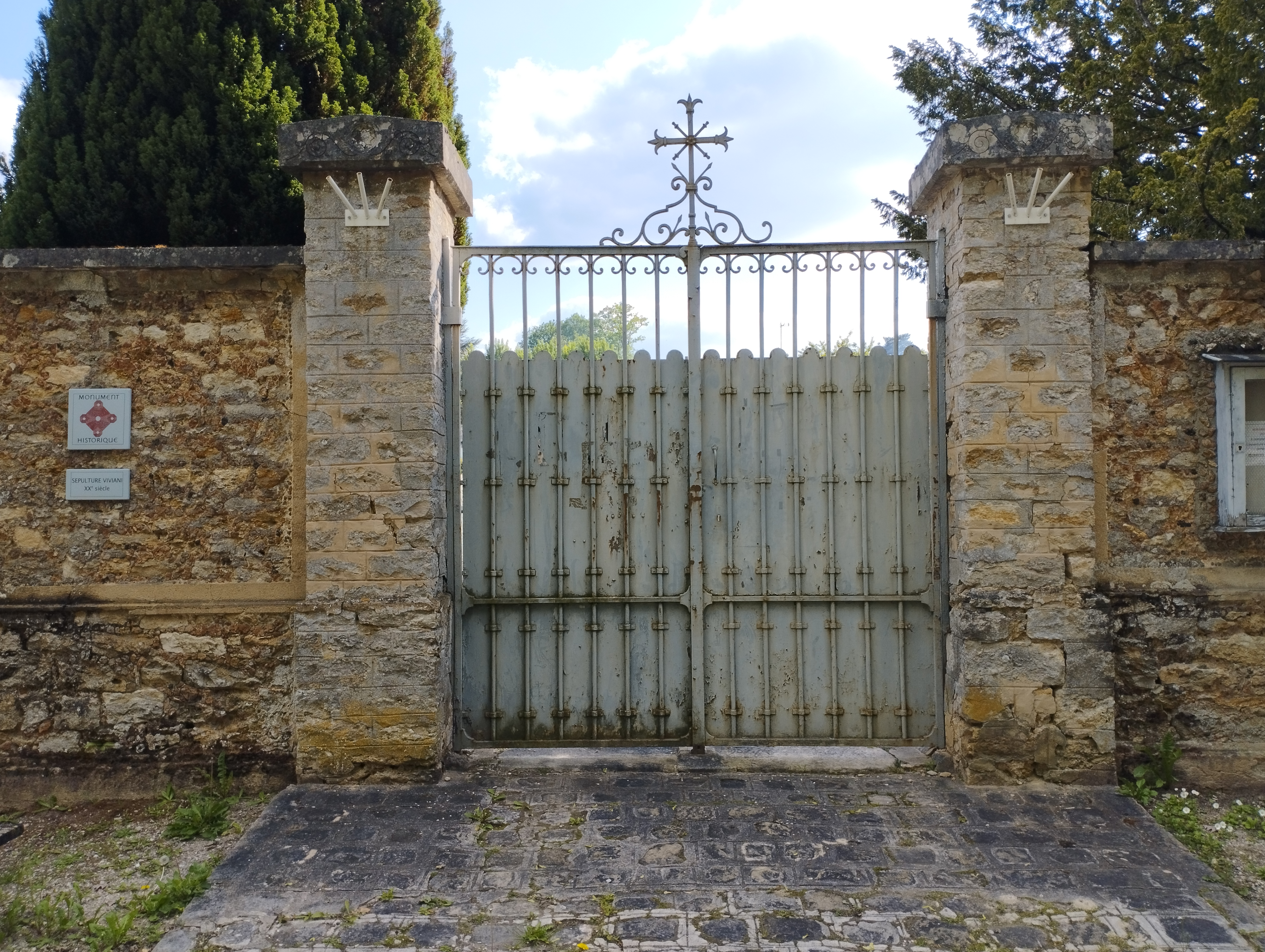
Entrée principale du cimetière de Seine-Port, dorénavant accessible uniquement par l'entrée secondaire.

- Gouverneur Morris (1752-1816), ambassadeur des États-Unis en France, père fondateur de la constitution américaine.[réf. nécessaire] ;
- Henri Roland Lancelot Turpin de Crissé, (1754 - av. 1800), militaire et peintre amateur français d'architectures et de paysages, y a racheté le 31 décembre 1790 une ancienne maison de famille de son épouse Émilie-Sophie de Montullé, fille du baron de Saint-Port Jean-Baptiste de Monthulé et d'Élisabeth Haudry ;
- Victor Yvart (1764-1831), agronome, successeur d’Antoine Parmentier à l'Académie des sciences, a habité la Baronnie en 1824, en a planté le parc et y a terminé son existence ;
- François-Joseph Bosio (1768-1845), sculpteur ;
- Virginie Déjazet (1798-1875), actrice française ;
- Ernest Legouvé (1807-1903), écrivain, membre de l'Académie française, a loué (de 1834 à 1849) puis possédé (à partir de 1849) plusieurs maisons de campagne à Seine-Port où il reçut de très nombreux écrivains ;
- Hippolyte de Villemessant (1810-1879), journaliste français, fondateur du journal Le Figaro ;
- René Viviani (1862-1925), homme politique français, président du conseil de la Troisième République, fondateur du journal L'Humanité avec Jean Jaurès. Il y est inhumé avec sa femme Isabelle dans une tombe classée aux monuments historiques (voir l'article « Sépulture d'Isabelle et René Viviani ») ;
- Willem van Hasselt (1882-1963), peintre ;
- Antoine Pol (1888-1971), Centralien, poète, Chevalier de la Légion d'honneur;
- Maurice Dorléac (1901-1979), acteur, père des actrices Françoise Dorléac et Catherine Deneuve, inhumé dans la commune aux côtés de sa fille Françoise morte douze ans avant lui, puis de son épouse Renée Simonot morte en 2021 à l'âge de 109 ans ;
- Mayo (1905-1990), peintre ;
- Jacques Vallery-Radot (1910-2001), artiste-peintre ;
- Raymond Lefebvre (1929-2008), musicien et compositeur ;
- Françoise Dorléac (1942-1967), actrice, inhumée à Seine-Port aux côtés de son père Maurice, sœur aînée de Catherine Deneuve[76] ;
- Catherine Deneuve (née en 1943), actrice ;
- Michèle Torr (née en 1947), chanteuse ;
- Emily Loizeau (née en 1975), chanteuse.